# سسک علفی سبیل‌دار
سسک علفی سبیل‌دار (نام علمی: Melocichla mentalis) گونه‌ای از سسک‌های آفریقایی است که در گذشته در خانواده سسکان راستین جای می‌گرفت.
این گونه به‌طور گسترده در سراسر جنوب صحرای آفریقا یافت می‌شود، اگرچه در بخش‌های جنوبی این قاره وجود ندارد. زیستگاه طبیعی آن ساوانای نمناک و بوته‌زارهای نمناک نیمه‌گرمسیری یا گرمسیری است.